# Reticulitermes flavipes
Reticulitermes flavipes är en termitart som först beskrevs av Vincenz Kollar 1837.  Reticulitermes flavipes ingår i släktet Reticulitermes och familjen Rhinotermitidae. Inga underarter finns listade.

## Bildgalleri

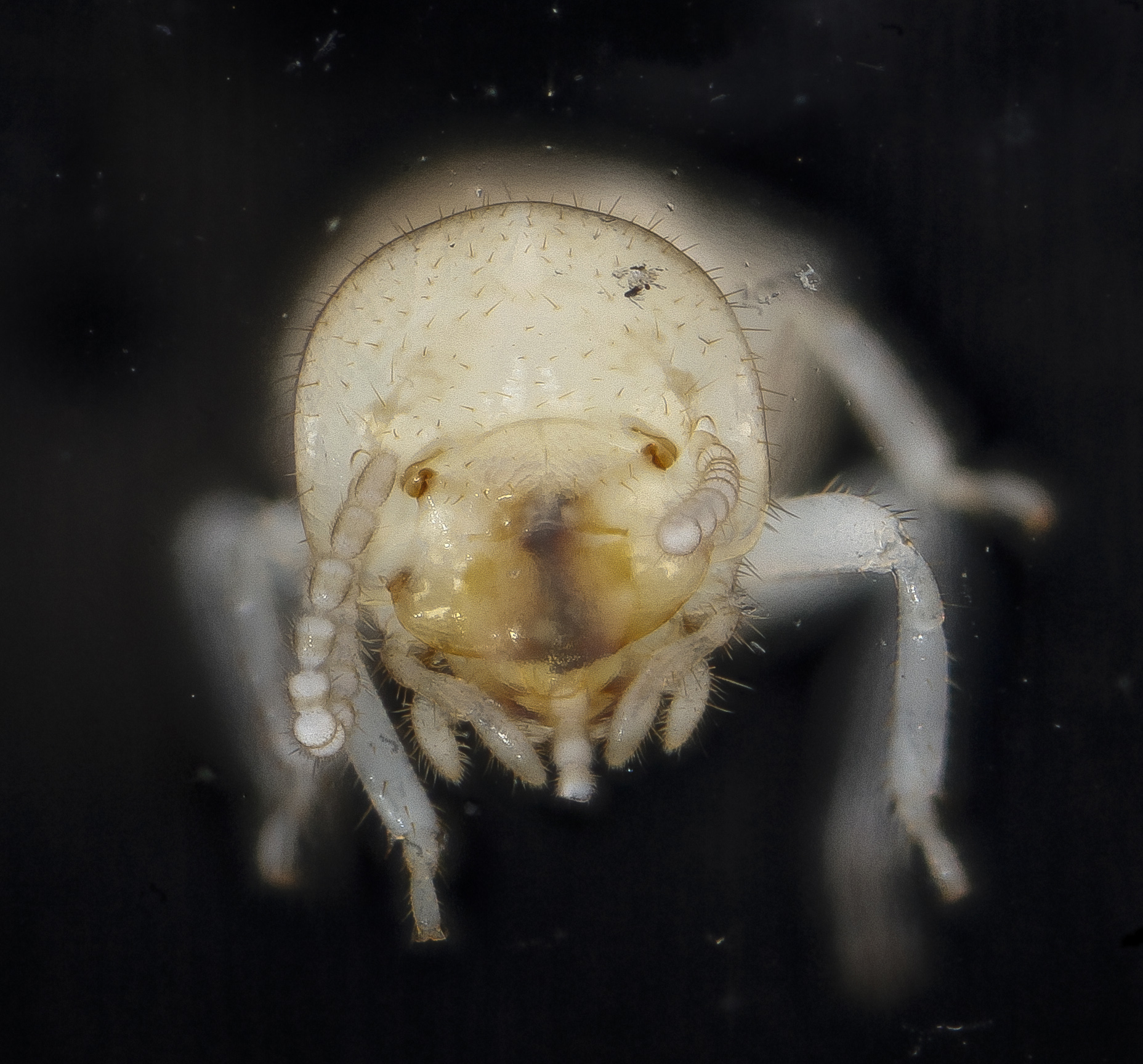